# Cratere Annegrit
Annegrit è un cratere lunare di 1,29 km situato nella parte nord-occidentale della faccia visibile della Luna.